# Rajd Sachsenring 1989
Rajd Sachsenring 1989 (33. Rallye Sachsenring) – 33. edycja rajdu samochodowego Rajd Sachsenring rozgrywanego w NRD. Rozgrywany był od 2 do 4 listopada 1989 roku. Rajd był siódmą rundą Rajdowego Pucharu Pokoju i Przyjaźni w roku 1989 oraz siódmą rundą Rajdowych Mistrzostw Niemieckiej Republiki Demokratycznej w roku 1989.

## Klasyfikacja rajdu
| Miejsce                        | Kierowca                       | Pilot                          | Samochód                       | Czas                           | Strata                         |                                |
| Klasyfikacja generalna i RPPiP | Klasyfikacja generalna i RPPiP | Klasyfikacja generalna i RPPiP | Klasyfikacja generalna i RPPiP | Klasyfikacja generalna i RPPiP | Klasyfikacja generalna i RPPiP | Klasyfikacja generalna i RPPiP |
| ------------------------------ | ------------------------------ | ------------------------------ | ------------------------------ | ------------------------------ | ------------------------------ | ------------------------------ |
| 1.                             | Kalle Grundel                  | Klaus Hopfe                    | Peugeot 309 GTI                | 3:03:20                        | -                              |                                |
| 2.                             | Jiří Urban                     | Jiří Janeček                   | Škoda Favorit 136 L            | 3:09:11                        | +5:51                          |                                |
| 3.                             | Viktor Shkolnyy                | Vladimir Nakonechnyy           | Lada Samara 21083              | 3:10:51                        | +7:31                          |                                |
| 4.                             | Václav Arazim                  | Julius Gál                     | Škoda 130 L                    | 3:12:22                        | +9:02                          |                                |
| 5.                             | Milan Dolák                    | Jaroslav Palivec               | Škoda 130 LA                   | 3:16:46                        | +13:26                         |                                |
| 6.                             | Jan Trajbold st.               | Vladimír Zelinka               | Škoda Favorit 136 L            | 3:18:16                        | +14:56                         |                                |
| 7.                             | Joel Tammeka                   | Ants Kulgevee                  | Lada Samara 21083              | 3:21:21                        | +18:01                         |                                |
| 8.                             | Wolfgang Krügel                | Dieter Schenk                  | Wartburg 353 W 460             | 3:24:01                        | +20:41                         |                                |
| 9.                             | Toomas Olbrei                  | Aarne Timusk                   | Lada Samara 21083              | 3:24:37                        | +21:17                         |                                |
| 10.                            | Georgi Petrov                  | Ivan Tonev                     | Lada VAZ 21074                 | 3:26:31                        | +23:11                         |                                |

| 1. | Czechosłowacja | 34771 |
| 2. | ZSRR           | 35809 |
| 3. | Bułgaria       | 38758 |
| 4. | Rumunia        | 41588 |